# Мейджор, Чарльз
Чарльз Мейджор (англ. Charles Major; 25 июля 1856, Индианаполис — 13 февраля 1913, Шелбивилл, Индиана) — американский юрист и писатель.

## Биография
Родился 25 июля 1856 года в Индианаполисе. В раннем возрасте проявил таланты к юрисдикции, с 1872 по 1875 обучался в Мичиганском университете. В 1877 году, был принят адвокатскую ассоциацию Индианы. Помимо юридической практики, построил короткую политическую карьеру будучи членом генеральной ассамблеи штата Индиана.
В 1898 году опубликовал свой первый роман — «Когда рыцарство было в цвету», под псевдонимом Эдвин Каскоден. Новелла была поставлена на бродвее, режиссёром Паулем Кестером, в 1901 году.
В связи с литературном успехом, в 1899 году, Мейджор закрыл свою юридическую практику и сосредоточился на литературе. Скончался 13 февраля 1913 года, в городе Шелбивилл из-за рака печени.